# モメタゾン
モメタゾン（英: mometasone）またはモメタゾンフランカルボン酸エステル（英: mometasone furoate）とは、皮膚病、花粉症、および喘息の治療に用いられるステロイド系抗炎症薬の1種である。特に、喘息発作の予防のために吸入して、気道の炎症を抑えるために使用されるものの、喘息発作が発生した場合は別な薬剤で治療する。また、皮膚に塗布して用いることや、点鼻で用いることもできる。
一般的な副作用は、喘息のために吸入で使用した際は、頭痛、のどの痛み、および、気道のカンジダ症がある。
点鼻で使用する場合は、上気道感染症と鼻出血がある。皮膚に塗布する場合は、にきび、皮膚萎縮、およびかゆみなどが挙げられる。モメタゾンは炎症を抑えることにより薬効を示す。
モメタゾンフランカルボン酸エステルは1981年に特許を取得し、1987年に医療用に市販された。ジェネリック医薬品も入手可能である。イギリスで吸入器（インヘラー）を使うと1か月で NHS費用が約30ポンド（約3000円）かかるが、2019年の時点で点鼻スプレーは2ポンド（約300円）未満である。

## 医療用途
モメタゾンフランカルボン酸エステルは、炎症性皮膚疾患（湿疹や乾癬など）（局所型）、アレルギー性鼻炎（花粉症など）（局所型）、喘息（吸入型） 、包茎の治療に使用されるコルチコステロイド 。ステロイド強度に関しては、ヒドロコルチゾンよりも強力であり、デキサメタゾンよりも弱い 。 
モメタゾンの使用で、アデノイド肥大の子どもの症候性改善を、いくつかの低品質のエビデンスが示唆している。 
モメタゾンは、乾癬やアトピー性皮膚炎などの糖質コルチコイドによる治療に反応する皮膚状態の、炎症とかゆみを緩和するために使用される 。
モメタゾン点鼻薬は、成人（高齢者を含む）および2歳以上の子供に用いられ、花粉症（季節性アレルギー性鼻炎）や鼻詰まり、鼻汁、かゆみ、くしゃみなどのその他のアレルギー（通年性鼻炎）などの症状を軽減し、鼻ポリープの治療にも用いられる。

### 喘息
モメタゾンフランカルボン酸エステルはステロイドホルモン剤であり、喘息患者の気道炎症を抑制する。気管支拡張作用を有するβ2作動薬との併用により、喘息治療における効果が向上する。

なお、スポーツにおけるドーピングが問題になり続けており、2019年現在、糖質コルチコイドの全身的使用は禁止されているものの、喘息の疾患に対する吸入による局所使用は可能とされており、2019年のアンチ・ドーピング利用可能薬リストには、気管支炎・気管支喘息の治療に用いるモメタゾンフランカルボン酸エステルが掲載されている。

## 薬理学

### 薬力学
モメタゾンフランカルボン酸エステルは、いくつかの薬理作用により炎症を軽減する：
- 炎症性タンパク質の活性化の逆転
- 抗炎症タンパク質の分泌の活性化
- 細胞膜の安定化
- 炎症細胞の流入の減少

モメタゾンフランカルボン酸エステルの糖質コルチコイド特性に加えて、プロゲステロン受容体の非常に強力なアゴニストであり、ミネラルコルチコイド受容体の部分アゴニストである。

#### 作用機序

モメタゾン—モメタゾンフランカルボン酸エステルの代謝産物。

モメタゾンは、他のコルチコステロイドと同様に、抗炎症、鎮痒、および血管収縮特性を備えている。アレルギーでは、コルチコステロイドは、アレルギー反応の原因となるさまざまな種類の細胞（マスト細胞および好酸球）のアレルギー反応を軽減する。モメタゾンや他のコルチコステロイドは血液中を容易に循環し、細胞膜を通過して細胞質受容体と結合し、タンパク質の転写と合成をもたらす。また、モノオキシゲナーゼの活性に関与する酵素のシトクロムP450 2C8の作用も阻害する。
白血球の加水分解酵素酸の遊離の減少、炎症部位でのマクロファージの蓄積の防止、毛細血管壁への白血球の付着の妨害、毛細血管膜の透過性の低下により抗炎症作用を示し、結果として浮腫が減少、補完的な成分の減少、ヒスタミンおよびキニンの遊離の阻害、瘢痕組織形成の妨害をする。線維芽細胞とコラーゲン沈着物の増殖も減少する。コルチコステロイド抗炎症作用は、リポコルチンと総称されるホスホリパーゼA2の阻害タンパク質に結合すると考えられている。リポコルチンは、プロスタグランジンおよびロイコトリエンとして炎症の強力なメディエーターの生合成を制御し、アラキドン酸の分子前駆体の遊離を抑制する。モメタゾンは鼻腔内で、鼻漏、鼻詰まり、鼻汁、くしゃみ、咽頭のかゆみなどの症状を緩和する。皮膚に局所投与すると、慢性または急性の皮膚病に伴う炎症が軽減される。

### 薬物動態

#### 代謝
モメタゾンフランカルボン酸エステルから複数の代謝産物への広範な肝代謝が起こる。血漿では主要代謝物は検出されない。in vitro実験で、インキュベーションにより形成される微量代謝物の1つは、フロエート6β-ヒドロキシモメタゾン（furoate 6β-hydroxymometasone）である。 ヒト肝ミクロソームでは、これらの代謝物の形成はCYP3A4によって制御されている 。

### モメタゾン
モメタゾン自体は、合成ステロイド性 グルココルチコイドまたはコルチコステロイドであり、市販されていない   。モメタゾンのC17αフランカルボン酸エステルが市販薬である  。モメタゾンフランカルボン酸エステルは、モメタゾンのプロドラッグとして機能する 。糖質コルチコイド活性に加えて、モメタゾンは非常に強力な黄体ホルモン産生生活性も有しており、 ミネラルコルチコイド受容体の 部分アゴニストとして作用する。

## 市販品

### 単剤の市販品
2016年時点で、モメタゾンフランカルボン酸エステルは、多くの商品名で、鼻腔内、経口吸入、および局所投与用製剤として、ヒトおよび獣医用で、また他の薬物との合剤で、世界中で入手可能である。日本では点鼻薬、吸入薬、外用（軟膏、クリーム、ローション）薬がある。

### 組み合わせ（配合剤）
日本では、ノバルティスから、インダカテロールとの合剤、インダカテロールおよびグリコピロニウムとの合剤が、ブリーズヘラーの吸入製剤として市販されており、いずれも、喘息コントローラーとして用いられる。
日本では市販されていないが、2016年の時点で利用可能な配合剤には以下のようなものがある：
- モメタゾンとアゼラスチン
- モメタゾンとクロトリマゾールとゲンタマイシン（獣医用）
- モメタゾンとフロルフェニコールとテルビナフィン（獣医用）
- モメタゾンとフォルモテロール
- モメタゾンとフシジン酸
- モメタゾンとミコナゾール
- モメタゾンとムピロシン
- モメタゾンとオルビフロキサシンとポサコナゾール（獣医用）
- モメタゾンとサリチル酸
- モメタゾンとタザロテン
- モメタゾンとテルビナフィン